# 6621 Тимчук
6621 Тимчук (6621 Timchuk) — астероїд головного поясу, відкритий 2 листопада 1975 року.
Тіссеранів параметр щодо Юпітера — 3,392.